# Smyrnakyrkan, Älvängen
Smyrnakyrkan, Älvängen är en församling inom  Pingströrelsen med kyrkobyggnad vid Göteborgsvägen 95 i centrala Älvängen, Ale kommun.

## Historik
År 1928 hyrde en grupp pingstvänner en lokal i centrala Älvängen och startade verksamhet där med hjälp av två evangelister. Denna grupp blev 1930 utpost till Smyrnaförsamlingen i Göteborg och bildade en självständig  församling 1936 med namnet Smyrnaförsamlingen.  Allt eftersom församlingen vuxit och de tidigare lokalerna blivit för små, har verksamheten flyttat till flera olika ställen i Älvängen. Den nuvarande kyrkan är belägen i en tillbyggnad till det tidigare Älvängens hotell. Den invigdes pingsten 1975.